# Artur Frołow
Artur Frołow, ulr. Артур Фролов (ur. 30 lipca 1970) – ukraiński szachista, mistrz międzynarodowy od 1991 roku.

## Kariera szachowa
W 1986 r. uczestniczył w półfinale indywidualnych mistrzostw Związku Radzieckiego. W 1990 r. podzielił III m. (za Borysem Altermanem i Władimirem Bielikowem, wspólnie z Władimirem Kramnikiem) w finale mistrzostw ZSRR juniorów do 20 lat, natomiast w 1991 r. uczestniczył w ostatnim finale indywidualnych mistrzostw ZSRR, zdobywając 6½ pkt w 11 partiach.
W turniejach międzynarodowych zaczął startować pod koniec lat 90., odnosząc szereg sukcesów, m.in.: I m. w Trnawie (1989, turniej C), dz. I m. w Siófoku (1990, wspólnie z Istvanem Csomem), II m. w Ałuszcie (1992, za Igorem Nowikowem), dz. I m. w Mikołajowie (1993, turniej strefowy, wspólnie z Aleksiejem Aleksandrowem; w dogrywce zwyciężył 1½ – ½ i awansował do rozegranego w tym samym roku w Biel turnieju międzystrefowego, w którym nie odniósł sukcesu, zajmując odległe miejsce), I m. w Groningen (1993), dz. I m. w Hlohovcu (1993, wspólnie z Jakowem Meisterem) oraz dz. II m. w Puli (1994, za Władimirem Tukmakowem, wspólnie z m.in. Gyula Saxem, Stanisławem Sawczenko, Mišo Cebalo i Krunoslavem Hulakiem). 
Reprezentował Ukrainę w turniejach drużynowych, m.in.:  na olimpiadzie szachowej (w roku 1994) oraz  na drużynowych mistrzostwach świata (w roku 1993), zdobywając wspólnie z drużyną srebrny medal.
W 1998 r. zakończył karierę.
Najwyższy ranking w karierze osiągnął 1 stycznia 1995 r., z wynikiem 2545 punktów dzielił wówczas 15-17. miejsce wśród ukraińskich szachistów.